# Mi Día de la Independencia
Mi Día de la Independencia es el tercer álbum de estudio de la cantante mexicana Lynda lanzado el 29 de junio de 1999 por EMI Music. De dicho álbum se desprendieron numerosos éxitos. No Quiero Verte, Corazón Perdido y Maldita Timidez. El éxito de este disco sería tal, que la promoción del mismo se prolongaron por casi dos años.
Este álbum significaba un homenaje a sus 18 años, y al cumplir precisamente esa edad, un viejo sueño se hizo realidad, cuando finalmente pudo participar como activista dentro de la organización Greenpeace. Utilizando su posición como personaje público, ayudó a la organización a luchar por causas en pro de la ecología y el medio ambiente.
El 14 de marzo del 2000 la cantante se embarco en una gira promocional fuera de México donde visitó España (conocido como EMI Music Publishing Spain), Chile (conocido como EMI Odeón Chilena S.A.) será exclusivo de Chilevisión, Argentina (conocido como EMI Odeón S.A.I.C.) y en Estados Unidos (conocido como Virgin Records), entre otros países debido al éxito del álbum. Paralelamente gracias a dicho disco obtuvo el premio a la artista femenina en los Premios Eres y en los premios 40 principales celebrados en España.
Adicionalmente, en el año 2000 se dio la oportunidad de participar en una telenovela del productor Pedro Damián. La cantante interpretó dos nuevos temas para la telenovela, cuyo título era Primer Amor: A mil por hora. La misma fue protagonizada por Anahí y Kuno Becker. Las canciones eran a saber: A Mil Por Hora y Laberinto.
Debido al gran éxito de la telenovela, Se publicó en el 2000 una edición especial de Mi Día de la Independencia, que contenía los temas A Mil Por Hora y Laberinto, como también las versiones acústicas de Maldita timidez y Corazón perdido.

## Lista de canciones
|    | Título                     | Autores                                   | Duración |
| -- | -------------------------- | ----------------------------------------- | -------- |
| 01 | Mi Día De La Independencia | Carlos Lara                               | 4:34     |
| 02 | Ahí Estaré                 | Alissa Rosangel                           | 4:01     |
| 03 | No Quiero Verte            | Alissa Rosangel; Max Di Carlo             | 3:48     |
| 04 | Vivir Sin Él               | Carlos Lara                               | 4:15     |
| 05 | Corazón Perdido            | Carlos Lara                               | 3:46     |
| 06 | Príncipe Azul              | Carlos Lara                               | 4:31     |
| 07 | Maldita Timidez            | Carlos Lara                               | 3:47     |
| 08 | Pienso En Ti               | Carlos Lara                               | 3:53     |
| 09 | Girando                    | Alissa Rosangel                           | 3:49     |
| 10 | Voy A Seguir               | Leonel García                             | 3:20     |
| 11 | Por Última Vez             | Alissa Rosangel                           | 3:38     |
| 12 | Con El Alma En La Piel     | Carlos Lara; Karla Sokoloff; Max Di Carlo | 6:34     |

 Edición especial de Mi Día de la Independencia, publicada en el año 2000 
|    | Título                        | Autores      | Duración |
| -- | ----------------------------- | ------------ | -------- |
| 13 | A Mil Por Hora                | -Carlos Lara | 3:18     |
| 14 | Maldita Timidez (V. Acústica) | -Carlos Lara | 3:56     |
| 15 | Laberinto                     | -Carlos Lara | 3:45     |
| 16 | Corazón Perdido (V. Acústica) | -Carlos Lara | 3:24     |

## Videos
- 1999: No Quiero Verte
- 1999: Maldita Timidez
- 2000: Corazón Perdido
- 2000: A Mil Por Hora

## Certificaciones
| Región                        | Certificación | Ventas |
| ----------------------------- | ------------- | ------ |
| Chile (IFPI (Chile))          | Oro           | 30,000 |
| Estados Unidos (RIAA (Latín)) |               | 40,000 |
| México (AMPROFON)             | Oro           | 75,000 |

- Datos: Q6826975